# Лі Сан Хва
Лі Сан Хва (хангиль: 이상화, ханча: 李相花) — південнокорейська ковзанярка, олімпійська чемпіонка. 
Лі Сан Хва спеціалізується на спринтерських дистанціях. На міжнародних змаганнях вона виступає з 14 років, брала участь у Туринській олімпіаді в 16 років, де була п'ятою на дистанції 500 м.
На Олімпіаді у Ванкувері вона виграла золоту медаль і звання олімпійської чемпіонки на дистанції 500 м. Її перемога на чемпіонаті світу була досягнута ще на коротшій неолімпійській дистанції - 100 м.